# Gonzalo Yáñez (cantante)
Gonzalo Yáñez (Montevideo, 8 de mayo de 1983) es un cantante, músico y productor uruguayo nacionalizado chileno, que ha desarrollado su carrera principalmente en Chile, donde también ha sido el guitarrista de la banda de Jorge González.

## Biografía
Siempre influenciado musicalmente por sus padres, desde muy niño comenzó a cantar, y antes de los 10 años de edad ya había editado dos álbumes, y también había participado en un programa musical del Canal 10 de su país, mientras cursaba sus estudios primarios en el Colegio Bartolomé Hidalgo.[cita requerida]
En 1995, Yáñez emprendió un viaje para radicarse en Chile definitivamente y empezar a estudiar en el colegio Pedro de Valdivia de Providencia, Santiago, donde con unos compañeros de curso se decidió a formar un grupo musical. Al terminar los estudios escolares comienza a tomarse en serio la carrera musical, fundando junto a sus antiguos compañeros de colegio la banda pop No me acuerdo. El grupo logró notoriedad pública gracias al sencillo Lentamente que tuvo buena rotación en la cadena MTV Latino y posteriormente con la canción «Buen partido» que fue compuesto para la telenovela homónima, emitida en 2002 por Canal 13. 
Posteriormente se unió a la banda de rock Los Prisioneros tras la salida de Claudio Narea del grupo, y como guitarrista se hizo parte de la grabación del álbum Manzana, así como también en la gira del grupo en distintos países como México, Estados Unidos y Canadá.[cita requerida]
Su primer álbum homónimo fue lanzado en el 2004. Paralelamente comenzó a ejercer como productor musical para otros artistas, entre los que destaca su trabajo con la cantante argentina María Jimena Pereyra con «El precio que tiene el amor», que fue número 1 en Chile, además de la canción «Si no estás aquí», ambas del disco Esa luz.[cita requerida]
En 2006 editó su segundo álbum solista titulado De ida y vuelta.

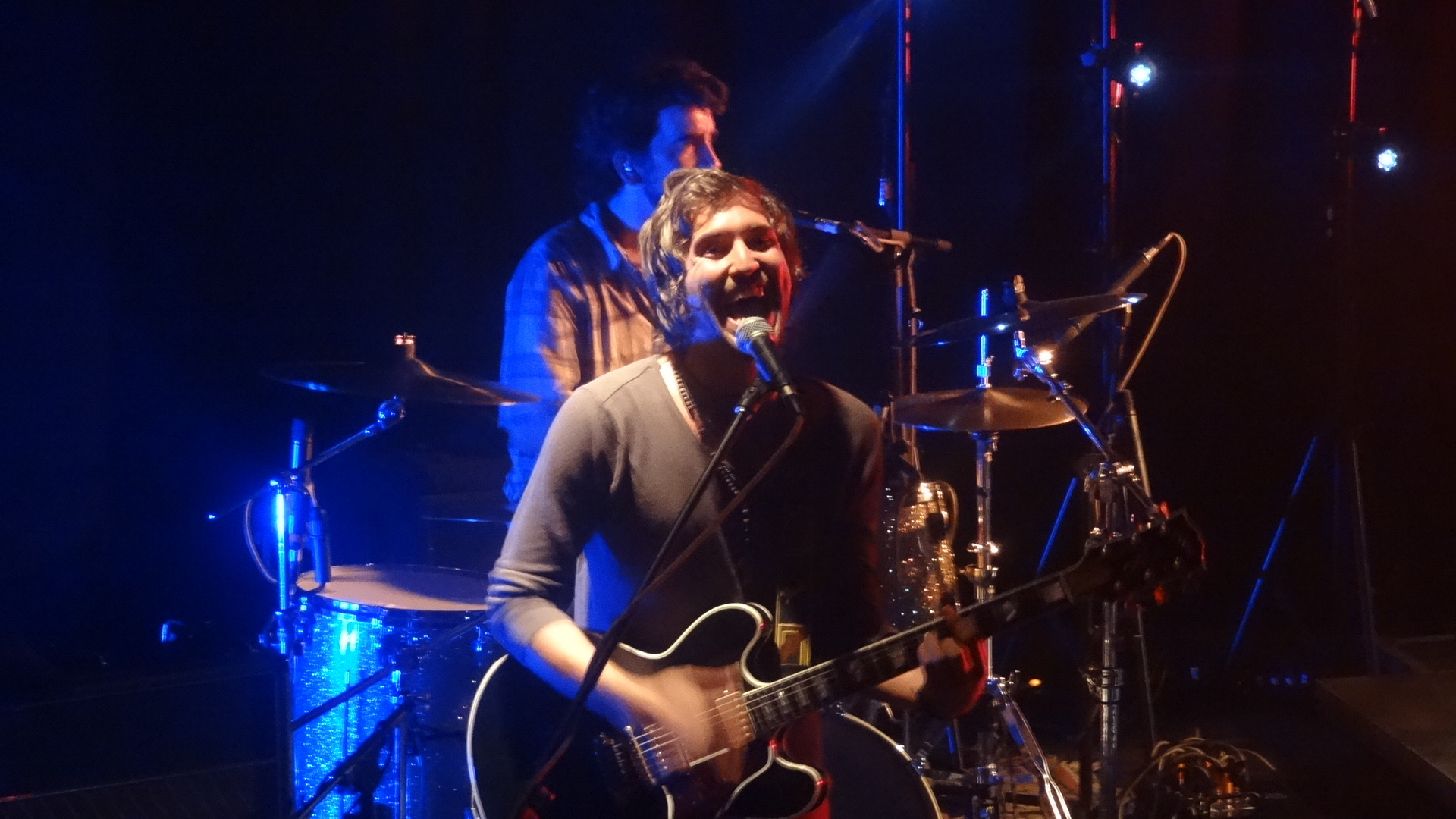
Yáñez acompañando a Jorge González en 2012.

Desde finales de 2007 Yáñez estuvo encargado de la carrera musical de Raquel Calderón, produciendo su primer álbum, y también fue compositor de las canciones de las series juveniles Amango y El blog de la Feña de Canal 13.
En 2009 compuso algunos temas para las bandas juveniles BKN y CRZ.
En noviembre de 2009 estrenó su nuevo sencillo titulado «Porque te pones tan difícil» el cual contó con la participación de Jonaz de Plastilina Mosh.
En 2012 lanzó su cuarto disco llamado Careta.
En 2016 Yáñez volvió con su quinto disco, “Vuelve a creer en mí”. Paralelamente, desde 2010 es miembro junto a Pedropiedra y Jorge de la Selva de la banda de Jorge González, quién es la vez el padrino de su hijo Julián.

## Discografía

### ConNo Me Acuerdo
- 2001 - Nada Que Perder
- 2003 - Cada día más EP

### Como solista
- 2004 - Gonzalo Yáñez
- 2005 - Me hiciste pagar EP
- 2006 - De ida y vuelta
- 2008 - Dispara
- 2013 - Careta
- 2016 - Vuelve a creer en mí
- 2019 - 15 años de canciones
- 2020 - Marcas (Singles 2017-2020)
- 2022 - Cara y sello
- 2025 - La energía

### Colaboraciones
| Año  | Álbum                          | Artista              | Detalles |
| ---- | ------------------------------ | -------------------- | --- |
| 2004 | Manzana                        | Los Prisioneros      | - Guitarra - Voz - Arreglo de cuerdas |
| 2004 | El precio que tiene el amor EP | María Jimena Pereyra | - Productor |
| 2004 | Esa luz                        | María Jimena Pereyra | - Productor |
| 2006 | Provocación                    | Ximena Abarca        | - Productor |
| 2008 | No molestar!                   | Kel                  | - Productor - Compositor («Me creo punky», «Quiero seguir», «Para poder tocarme» y «Volver a empezar») - Cocompositor («Tenerte cerca» y «Power Pop Electric»)                                        |
| 2008 | El blog de la Feña             | Denise Rosenthal     | - Coproductor - Cocompositor («Si tu me quieres», «No quiero escuchar tu voz», «Espérame», «La vida sin ti», «Esta vez», «Te he vuelto a encontrar», «Creo» y «Déjate llevar») - Compositor («Amiga») |
| 2008 | Uruz                           | Uruz                 | - Productor |

## Sencillos
| Año  | Canción                          | Máxima posición     | Álbum                |
| Año  | Canción                          | CHL[cita requerida] | Álbum                |
| ---- | -------------------------------- | ------------------- | -------------------- |
| 2004 | «Volvemos a caer»                | 12                  | Gonzalo Yáñez        |
| 2004 | «No me lo pidas»                 | 9                   | Gonzalo Yáñez        |
| 2005 | «A mis 20»                       | 39                  | Gonzalo Yáñez        |
| 2005 | «Me hiciste pagar»               | —                   | Me hiciste pagar EP  |
| 2006 | «Sé»                             | 52                  | De Ida y vuelta      |
| 2006 | «Lo mejor para los dos»          | 14                  | De Ida y vuelta      |
| 2007 | «De ida y vuelta»                | —                   | De Ida y vuelta      |
| 2008 | «Dispara»                        | 86                  | Dispara              |
| 2008 | «Deja vu»                        | —                   | Dispara              |
| 2009 | «Encadenado»                     | —                   | Dispara              |
| 2009 | «Para no volver»                 | —                   | Dispara              |
| 2009 | «¿Por que te pones tan difícil?» | -                   | Sin álbum            |
| 2012 | «Demasiado temprano»             | —                   | Careta               |
| 2012 | «Ser Indio»                      | —                   | Careta               |
| 2013 | «Algo de ti»                     | —                   | Careta               |
| 2015 | «La calle de enfrente»           | —                   | Vuelve a creer en mi |
| 2016 | «El color de mi pantalón»        | —                   | Vuelve a creer en mi |
| 2016 | «Nunca me faltes»                | —                   | Vuelve a creer en mi |
| 2017 | «A Toda Prisa»                   | —                   | Vuelve a creer en mi |
| 2017 | «Marcas»                         | —                   | 15 años de canciones |
| 2017 | «Parasiempre»                    | —                   | 15 años de canciones |
| 2018 | «El precio que tiene el amor»    | —                   | 15 años de canciones |
| 2018 | «La eterna despedida»            | —                   | 15 años de canciones |
| 2021 | «El río»                         | —                   | TBA                  |